# 다카미네촌 (오키나와현)
다카미네촌(高嶺村)은 오키나와현 시마지리군에 설치되었던 촌이다. 현재의 이토만시에 해당한다.